# Maison de maître
Pour les articles homonymes, voir Maison (homonymie).

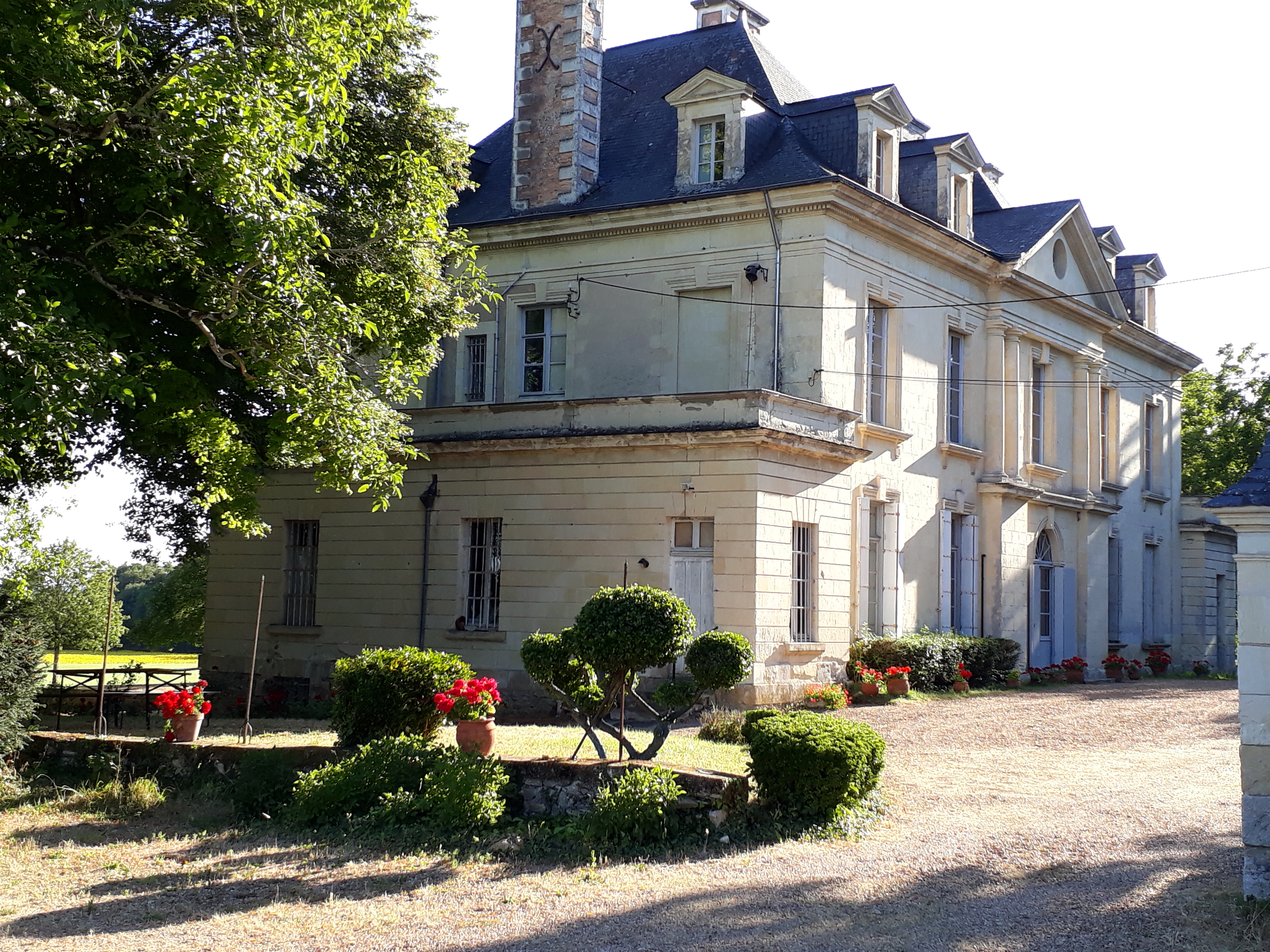
Maison de maître de la Masselière, à Cornillé-les-Caves dans le Maine-et-Loire.

La maison de maître, appelée aussi demeure de maître, est un terme d'architecture qui désigne exclusivement en Europe, depuis la Rome antique, la demeure occupée par le propriétaire d'un domaine rural. L'existence de ces constructions est liée aux domaines agricoles, et s'étale de l'Antiquité jusqu'au début du XXe siècle. En France, l'âge d'or des maisons de maître se situe entre 1850 et 1880.

## Définition
Grande bâtisse située souvent en milieu rural, elle est souvent reconnaissable à sa base de forme rectangulaire et à ses grandes pierres angulaires apparentes. La présence actuelle ou ancienne de bâtiments d'exploitation (agricole, artisanale, industrielle…) à proximité, différencie la maison de maître de la simple maison d'habitation bourgeoise. En effet, si la maison de maître est considérée comme une maison bourgeoise, la maison bourgeoise, pour sa part, n'est pas toujours une maison de maître. Le propriétaire de la maison de maître vivait du travail des autres et le surveillait : la maison était exclusivement liée à une fonction économique. Ainsi parfois, la maison peut même se trouver enclavée au milieu de ses bâtiments de production sans avoir de parc ou de jardin. Si l'architecture est un critère important pour désigner la maison de maître, il n'est pas le seul, et c'est souvent l'historique de la maison qui permet de confirmer son statut.
Si la maison de maître est essentiellement une construction rurale, il peut arriver qu'aujourd'hui certaines de ces demeures soient intégrées aux périphéries urbaines, à la suite des différents démembrements qui ont suivi la crise des revenus agricoles au XIXe siècle, et à l'extension du maillage urbain. Mais ces maisons ne doivent évidemment pas être confondues avec les constructions pavillonnaires beaucoup plus modestes qui se sont développées en périphérie des villes au cours du XXe siècle.
Par méconnaissance, le terme de « maison de maître » est souvent utilisé à tort, notamment pour qualifier une très belle propriété.

## Histoire

### De l'Antiquité à la monarchie de Juillet
La maison de maître existe depuis l'apparition des domaines agricoles, dès l'Antiquité, elle abrite le propriétaire et sa maisonnée. Les serviteurs sont logés dans des bâtiments adjacents. À l'époque moderne, le métayer ou le fermier sont logés dans une habitation proche des bâtiments d'exploitation, afin d'en faciliter l'usage.
L'architecture des maisons situées sur les domaines agricoles varie surtout selon la fortune de leur propriétaire, et l'investissement qu'il y consacre. Le style, lui, suit la mode et l'époque, et varie selon les régions, mais les maisons se reconnaissent assez facilement par leur taille, le nombre de fenêtres et d'étages, la porte d'entrée ouvragée, la pente du toit et des attributs seigneuriaux, comme la girouette.
Jusqu’à la Révolution, la maison de maître bourgeoise demeure anecdotique dans le paysage français, dont la plupart des domaines appartiennent à la noblesse. En effet, ces deux catégories sociales sont en concurrences, et c'est la révolution française qui va faire vaciller la domination de la noblesse sur le patrimoine foncier. Beaucoup de nobles d'ailleurs, seront privés de leurs terres et châteaux à cette occasion, au profit de la bourgeoisie. Mais ce n'est vraiment qu'après la révolution de 1830 que le modèle bourgeois finit par s’étendre et se généraliser. Si dans un premier temps les maisons de maître bourgeoises s'inspirent des châteaux de la noblesse dans leur construction, elles s'en émanciperont pour avoir leur propre style à partir du milieu du XIXe siècle. La monarchie de Juillet, puis le Second Empire sont des régimes qui favorisent la bourgeoisie, et donc la création de maisons de maître, alors en pleine expansion dans les villes et les campagnes.

### Du Second Empire à aujourd'hui

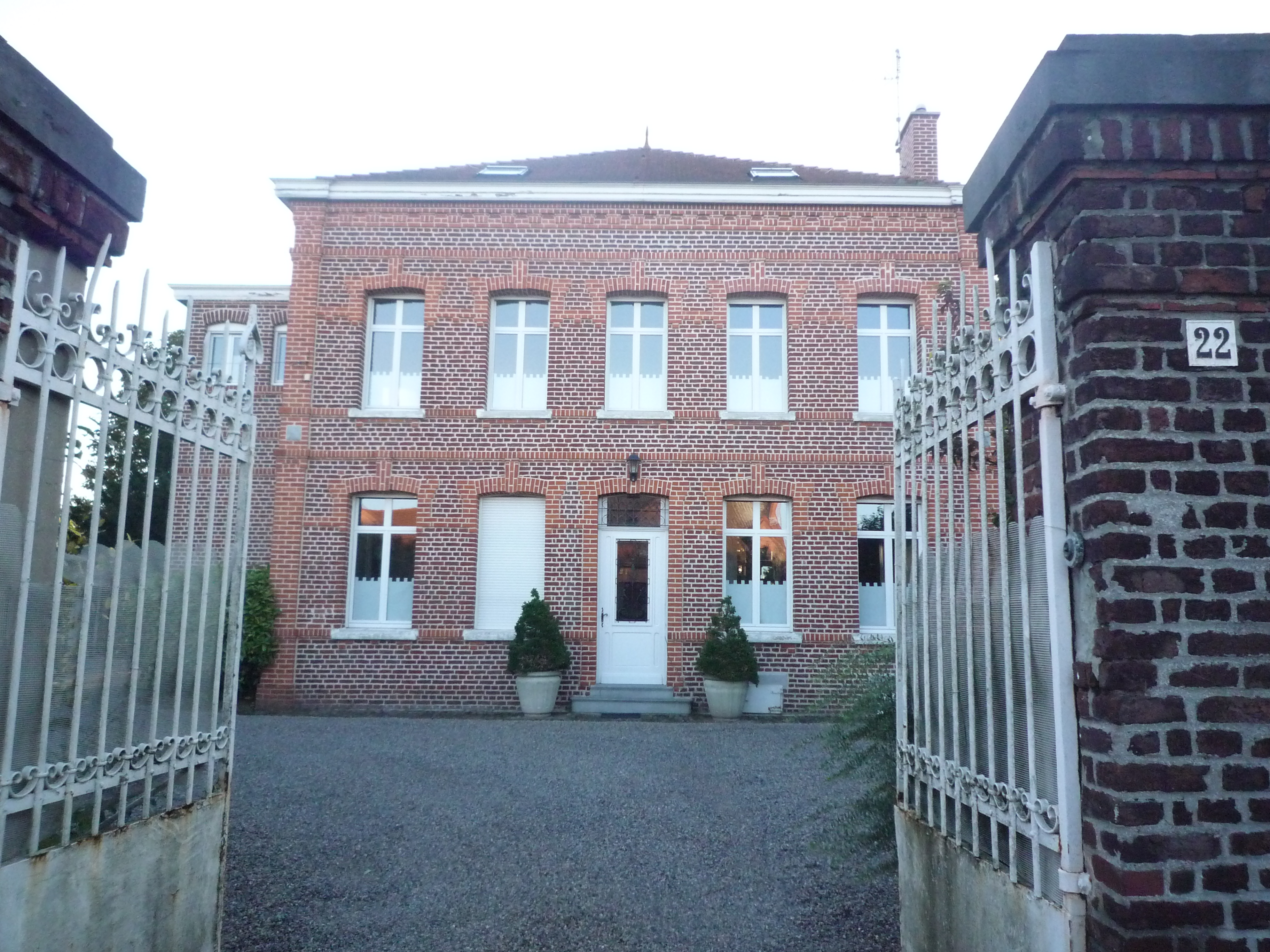
Maison de maître d'une exploitation minière.

L'agriculture a le vent en poupe sous Napoléon III, notamment à cause du développement des transports et du début de la mécanisation : cette période marque l'apogée des domaines agricoles, avant l'écroulement des prix de la rente foncière durant la décennie 1880.
À partir de 1865, un certain ralentissement se fait sentir et en 1874 l'évolution des prix est à la stagnation ; mais ce n'est qu'en 1880 que les prix baissent pour ne plus remonter. À partir de cette décennie, la rentabilité de ces domaines ne cessera de chuter. À partir de cette décennie, les constructions nouvelles se font de plus en plus rares. Le démarrage de la Première Guerre mondiale avec la mobilisation générale de la main-d'œuvre et de leurs propriétaires, porte un coup sérieux à la filière agricole.
Au lendemain de la Première Guerre mondiale, certaines maisons de maître qui ont été séparées de leur domaine agricole deviennent des  résidences secondaires ; exclusivement dédiées à la villégiature de leur propriétaire. Leur patrimoine est bien souvent vendu et dispersé. En effet, comme toutes les grandes habitations, elles sont coûteuses en entretien. Se pose aussi le problème de leur modernisation (électricité, sanitaires...) qui représente un coût élevé pour ces grandes bâtisses et bien souvent les héritiers de ces domaines choisissent de vendre et d'habiter des maisons plus modernes et plus confortables lorsque les revenus du domaine ne suffisent plus à assurer l'entretien de la demeure.
Ainsi, certaines d'entre elles sont devenues de simples maisons dépossédées de leurs terres et de leurs fermes. Pour celles qui restent en fonction, elles sont en grande partie issues de la production industrielle, minière et viticole, qui ont été beaucoup moins impactées par la baisse des prix. Ce concept de maison de Maître, même s'il a beaucoup évolué, tend essentiellement a survivre dans le domaine viticole où il garde une certaine pertinence.

## Fonction

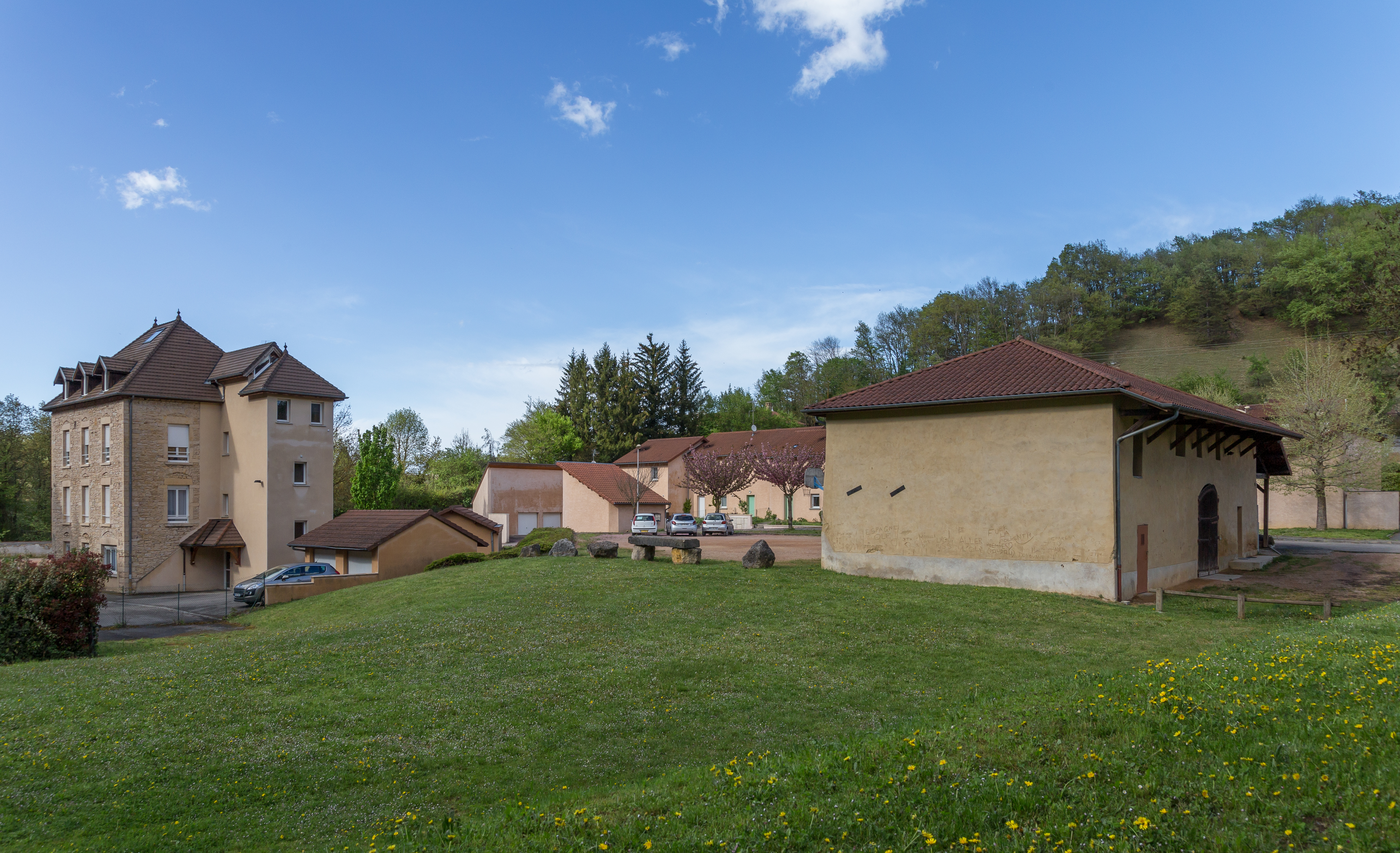
Ancienne maison de maître et son bâtiment agricole non loin (Isère).

Par essence, la maison de maître est différente de la villa moderne qui elle, est destinée seulement aux loisirs. La maison de maître bourgeoise est à peu près l'équivalent du manoir pour la noblesse ou de la bastide pour le sud de la France. Au XIXe, les maisons de maître et leurs domaines sont entre les mains d'une frange relativement endogame de propriétaires, attachés à leur patrimoine foncier et qui veillent à leurs affaires.
Elle est au centre d'un domaine ou d'un ensemble immobilier de production dont la superficie peut varier de quelques centaines de mètres carrés à une trentaine d'hectares dans des domaines viticoles d'Anjou, de Cognac ou de Champagne, à plusieurs centaines d'hectares pour des domaines consacrés à l'élevage ou la sylviculture. L'ensemble de la propriété peut être établi en grand domaine ou au contraire, dispersé en parcelles ou bâtiments, sur l'ensemble d'un village ou d'une ville,.
Si la production est le plus souvent agricole elle peut être aussi minière : on parle de la demeure d'un maître de forges, ou d'un maître papetier, s'il possède un moulin suffisamment important.
Par l'emplacement de sa maison, située à l'écart mais non loin des bâtiments de production, le propriétaire veille à la direction de ses affaires.
Le fermier, pour sa part, habite un logement situé dans le mas rural dépendant du domaine.

## Éléments caractéristiques

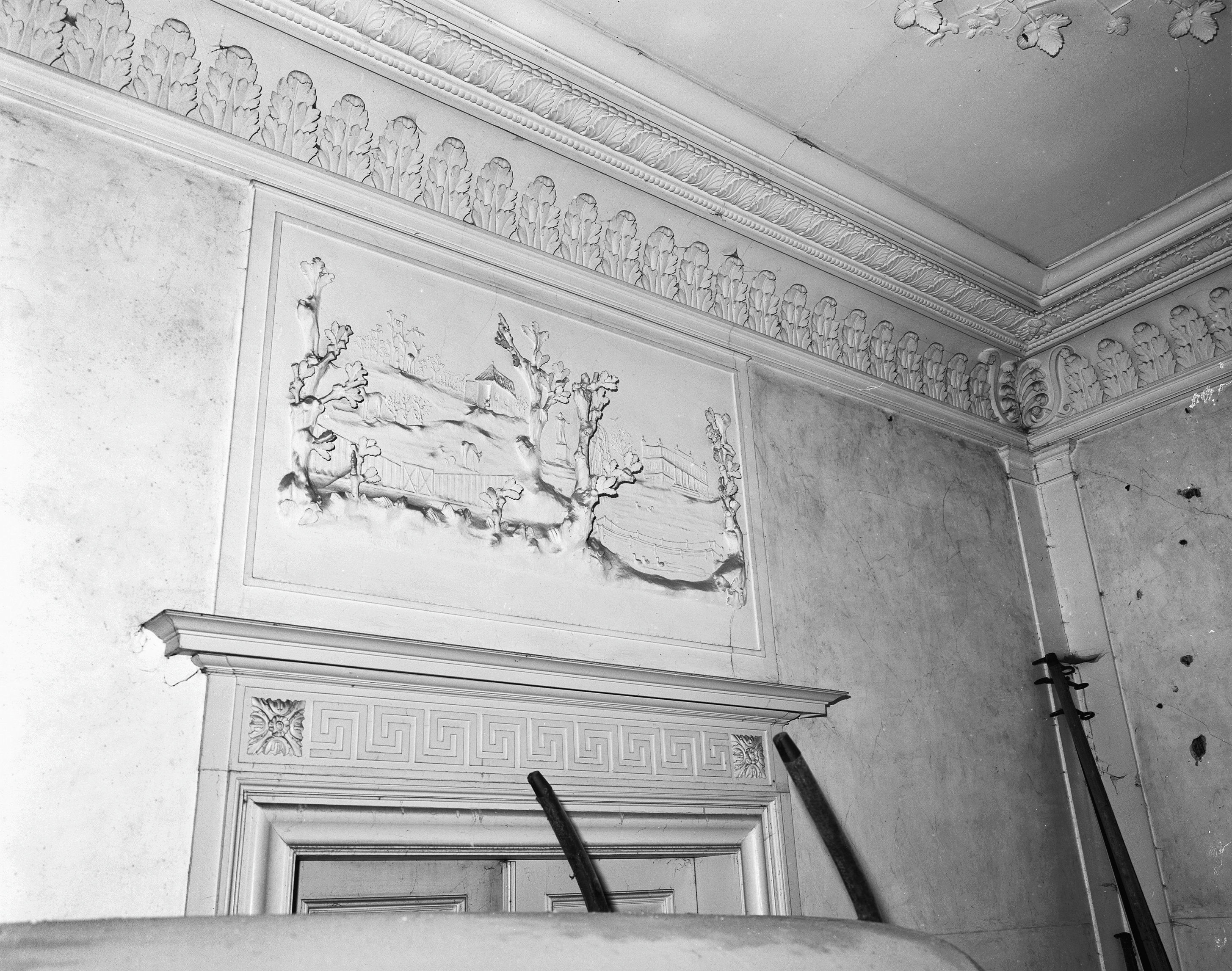
Stucs en relief, à Brummen aux Pays-Bas.

La maison de maître est parfois construite par des architectes célèbres comme Pierre-Louis Moreau-Desproux, au XVIIIe siècle, et Adrien Dubos, au XIXe siècle.
Elle est souvent désignée dans la tradition orale villageoise sous le nom du premier propriétaire ou de celui qui a marqué l'histoire de la maison.(exemple : la maison « Boscus»).
La propriété doit répondre aux exigences du statut social de son propriétaire, notamment avoir des pièces suffisamment vastes pour y accueillir des réceptions. La maison de maître doit être vue, et exprimer la réussite sociale et professionnelle de son propriétaire ; ainsi le choix du site et de l'orientation, le matériau, la superficie, la taille, le nombre d'étages, les éléments décoratifs sont des éléments de mise en scène et font partie de la symbolique bourgeoise. Par exemple, les deux étages, les fenêtres en arcade, ont pour but de souligner le statut social du propriétaire. Comme le fait que ces maisons se trouvent souvent au centre des bourgs ou sur des hauteurs, afin d'être vues. Ainsi la maison peut ne pas avoir de parc et donner directement sur la rue. La maison de maître peut donc avoir différents rendus qui varieront en fonction de la richesse des propriétaires, du style architectural recherché et de l'époque de construction.
De fait, le terme "maison de maître" englobe aussi bien l'humble maison de village ayant fait fonction de maison de maître que l'immense château luxueux dont la propriété fait plusieurs hectares.

## La maison de maître duXIXesiècle

### Agencement
La maison de maître en milieu rural du XIXe siècle : elle peut avoir été bâtie sur une construction plus ancienne ou être une extension de la précédente. Le rez-de-chaussée comporte généralement plusieurs portes d'accès, dont au moins deux principales ornées d'un fronton ouvragé, au sommet d'un court escalier. La façade comporte la plupart du temps, au moins cinq fenêtres alignées sur la porte et les fenêtres du niveau inférieur, qui peuvent être de plain pied.
Ces dispositions ont d'ailleurs été imitées de façon beaucoup plus modeste par les pavillons individuels construits au début du XXe siècle, qui comportaient une entrée encadrée par deux fenêtres, et parfois un chien assis.
La maison typique du milieu du XIXe siècle : le rez-de-chaussée comporte généralement une porte centrale, au sommet d'un court escalier et entouré d'une fenêtre de chaque côté. Le premier étage comporte la plupart du temps, trois fenêtres alignées sur la porte et les fenêtres du niveau inférieur. Le deuxième et dernier étage est situé dans les combles et comporte au moins une fenêtre centrale.
Le rez-de-chaussée est l'espace de travail et de réception. De travail, car c'est là où se situe la cuisine, pièce réservée aux domestiques, mais où le maître peut manger parfois avec ses ouvriers, et y commenter et distribuer le travail du jour. S'y trouve également l'office, une pièce disparue et oubliée, située généralement près de la cuisine, où était entreposé le linge de maison, la vaisselle et les provisions. Donnant souvent sur l'arrière de la maison, se trouve aussi généralement le bureau, lieu de gestion et de direction du domaine.

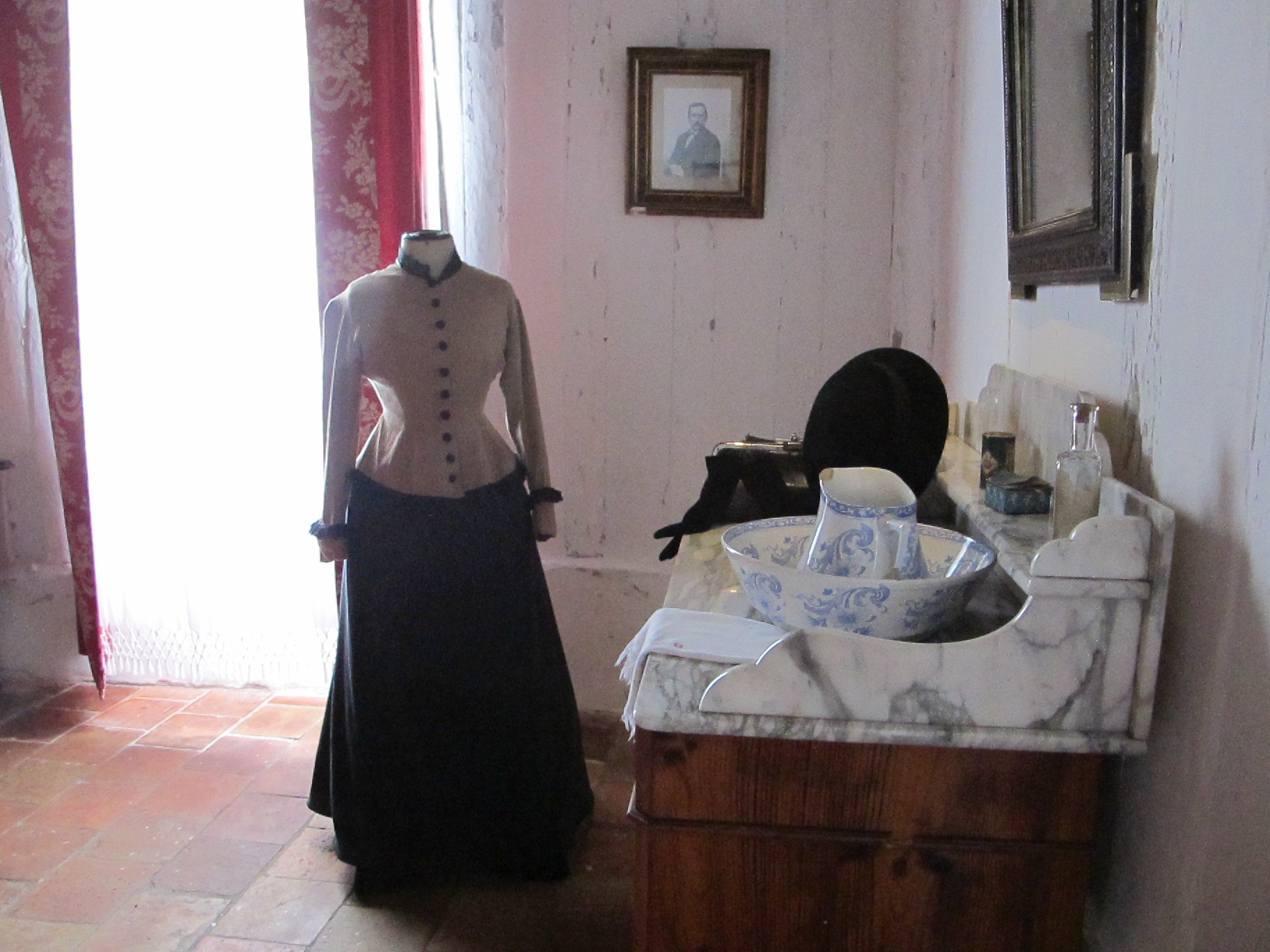
Chambre à coucher d'une maison de maître du XIXe siècle.

Les pièces de réception que sont le salon et la salle à manger, sont les pièces maîtresses de la maison, là ou la notion de maison de maître prend tout son sens. Ces pièces, dont la décoration est travaillée, à travers notamment les cheminées, plafonds, boiseries, sont destinées à recevoir les clients, fournisseurs et voisins : le lieu doit impressionner. Le vestibule fait aussi partie de cet ensemble ; souvent joliment décoré, c'est là que sont reçus et annoncés les invités. Chaque pièce joue une rôle précis dans la vie de la maison.
Le premier étage regroupe les chambres et le second l'espace de vie des domestiques ; ce qui définit une sorte pyramide sociale inversée dans la distribution des étages. Schéma qui se retrouve également dans les immeubles haussmanniens où les plus aisés habitaient le premier étage et les plus pauvres, les derniers.
Avant 1830, la chambre fait intégralement partie de l'espace de réception. Le modèle bourgeois est le premier à effectuer cette séparation. La chambre devient dès lors un endroit intime où le confort prime sur le décorum, et où le couple de propriétaires ne fait plus, au fil du temps, chambre à part.

### Éléments architecturaux

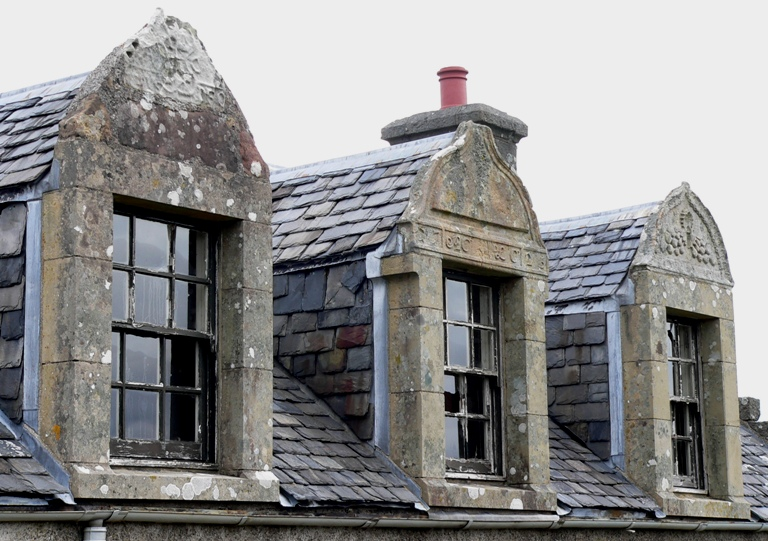
Chien assis.

La maison de maître recèle cependant quelque éléments d'architecture caractéristiques :
- le nombre important de fenêtres et des ouvertures généralement alignées et symétriques.
- présence assez fréquente de chien-assis sur le toit ;
- ses matériaux : pierres de taille ou moellon ; les murs peuvent avoir jusqu'à 1 m d'épaisseur ;
- la hauteur des plafonds (minimum 3m50) ;
- la présence de cheminées, en marbre ou en pierres, dans la salle à manger, le salon, et également les chambres ;
- parfois un plafond à caissons ou moulures ;
- un escalier intérieur ;
- il arrive qu'une maison de maître soit qualifiée de "château" selon la taille et celle de son domaine ;
- elle peut être entourée de vastes jardins agrémentés de fontaines ou de bassins, ou de parcs aux arbres centenaires, avec étangs ou sources ;
- la maison n'est jamais accolée aux bâtiments de production, c'est en revanche le cas de celle du métayer ou du fermier ;
- une grille ancienne en fer forgé indique généralement l'entrée de la maison.

## Galerie

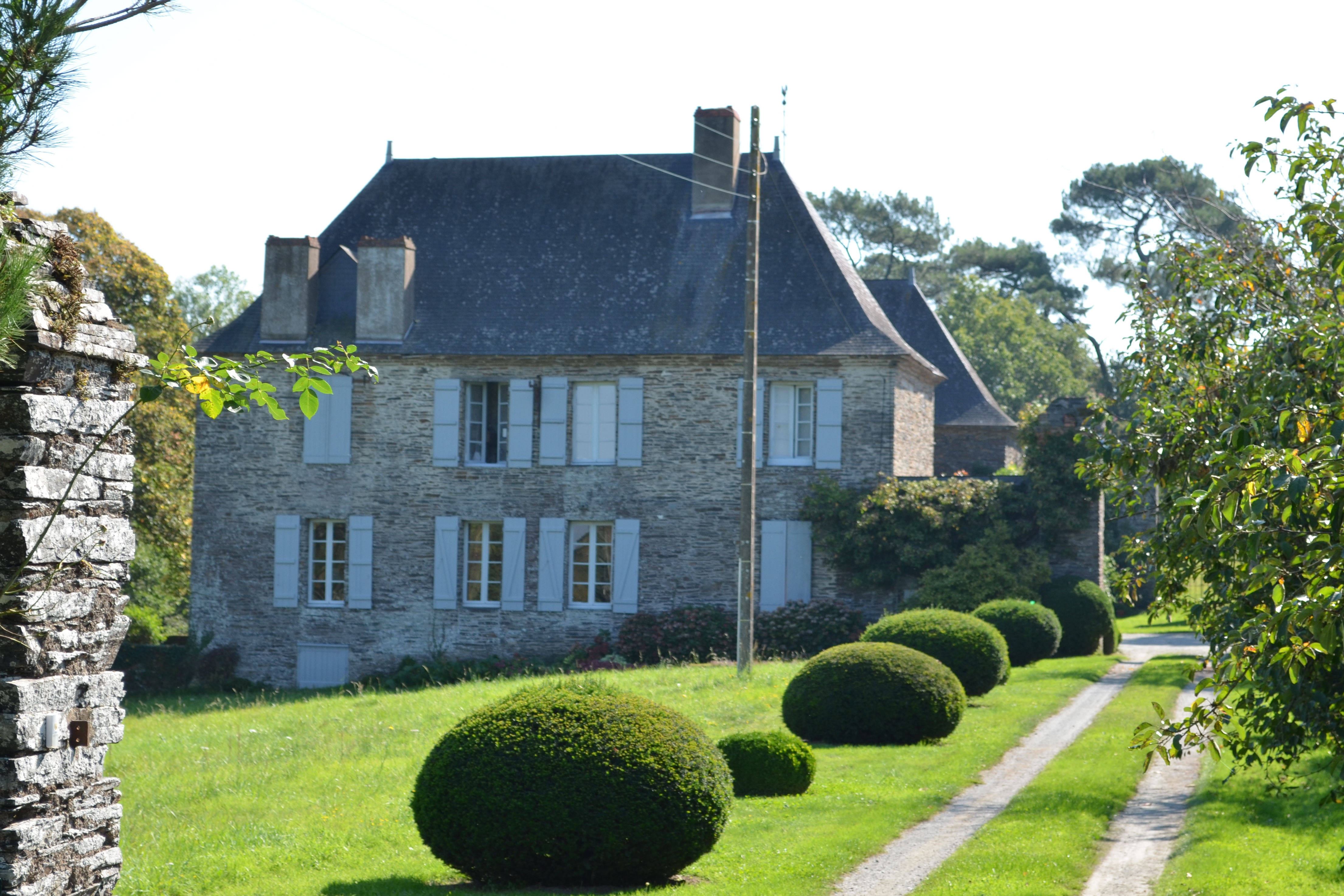
Moisdon-la-Rivière (44)
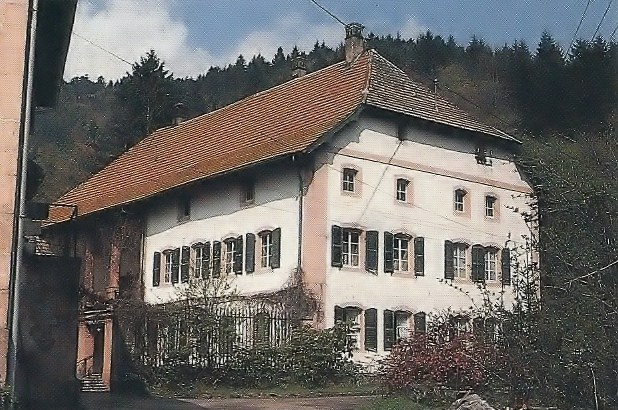
Framont (67)
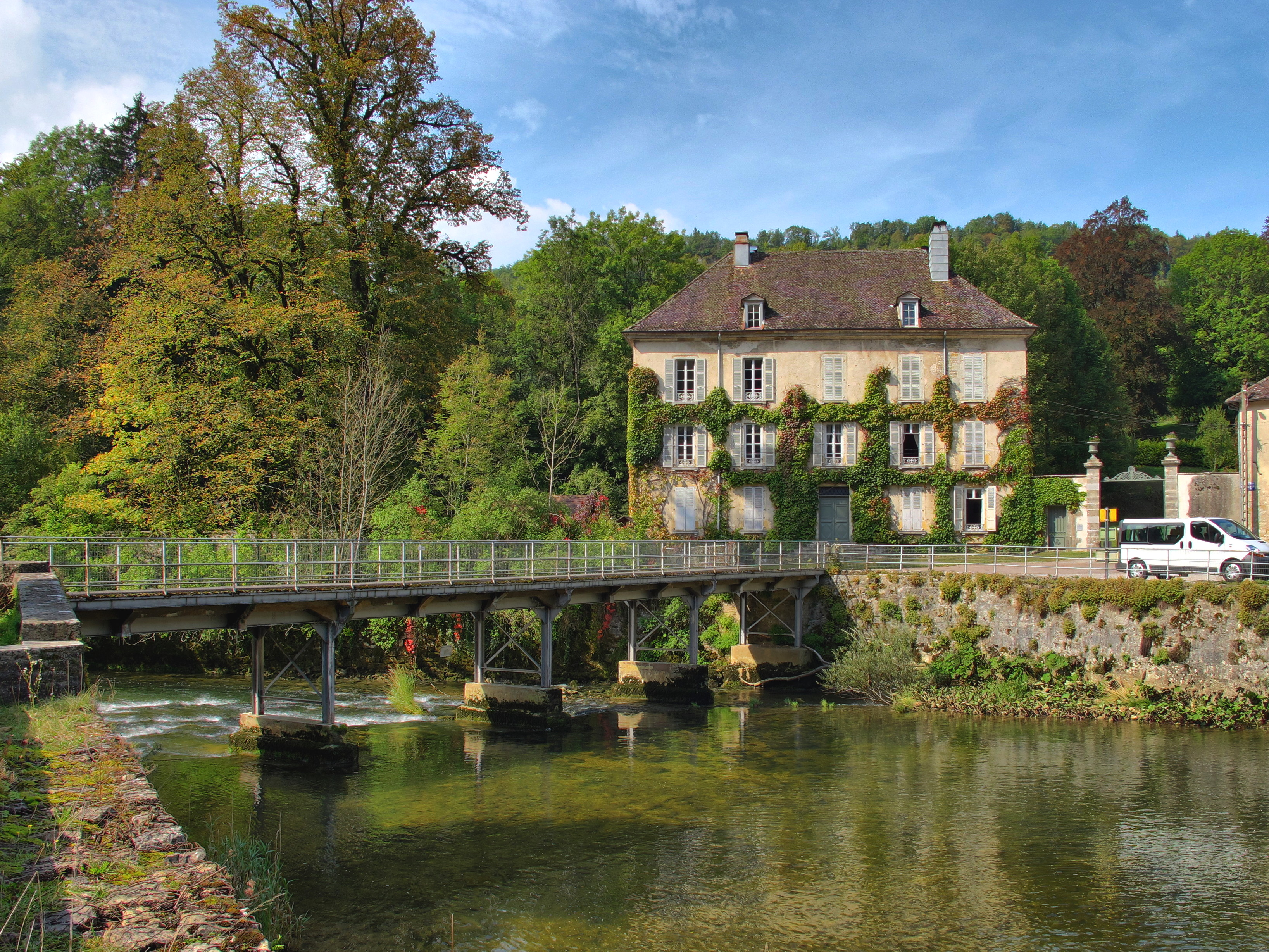
Bourg-de-Sirod (39)
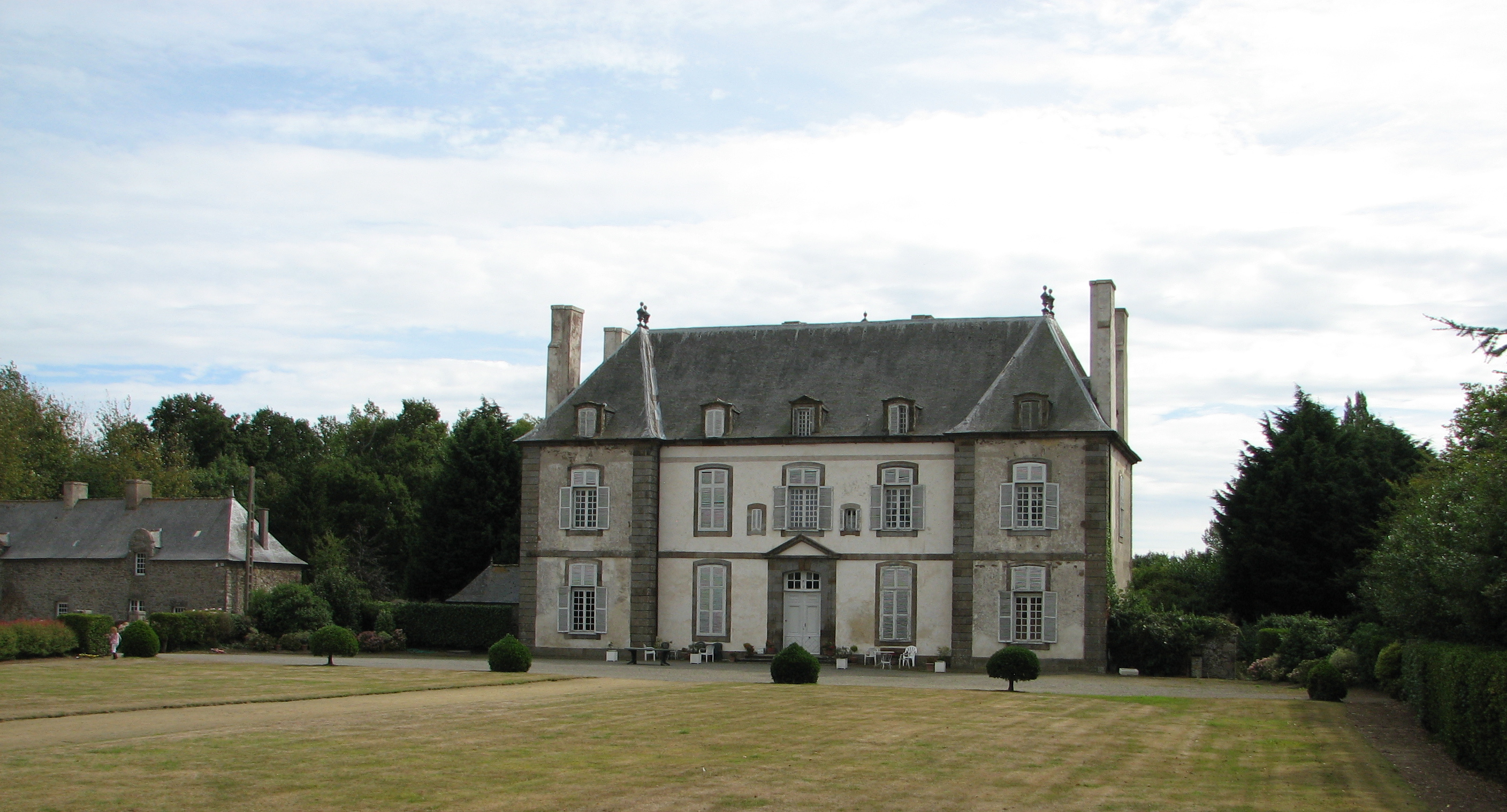
Saint Malo (35)
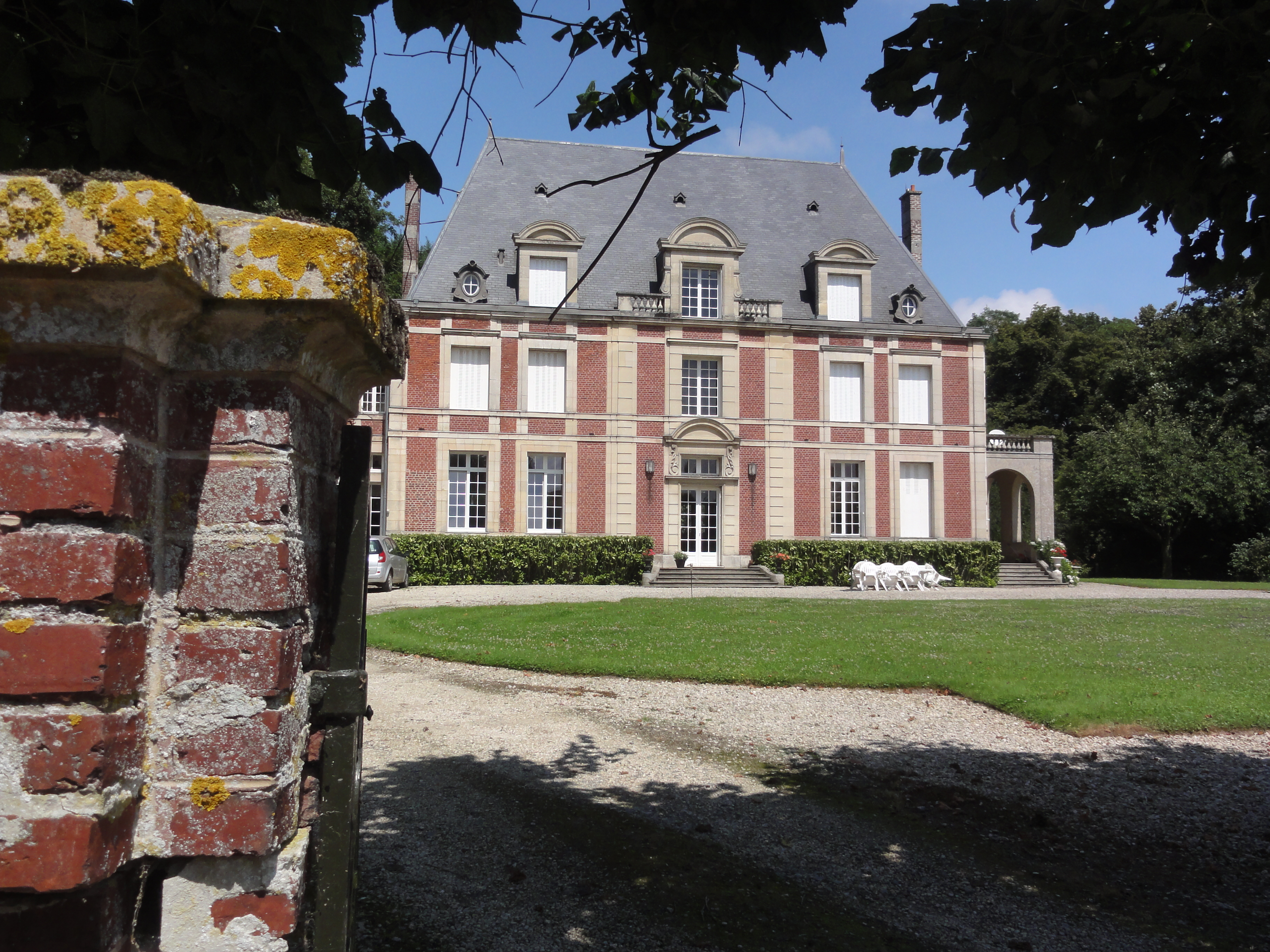
Foreste (02)
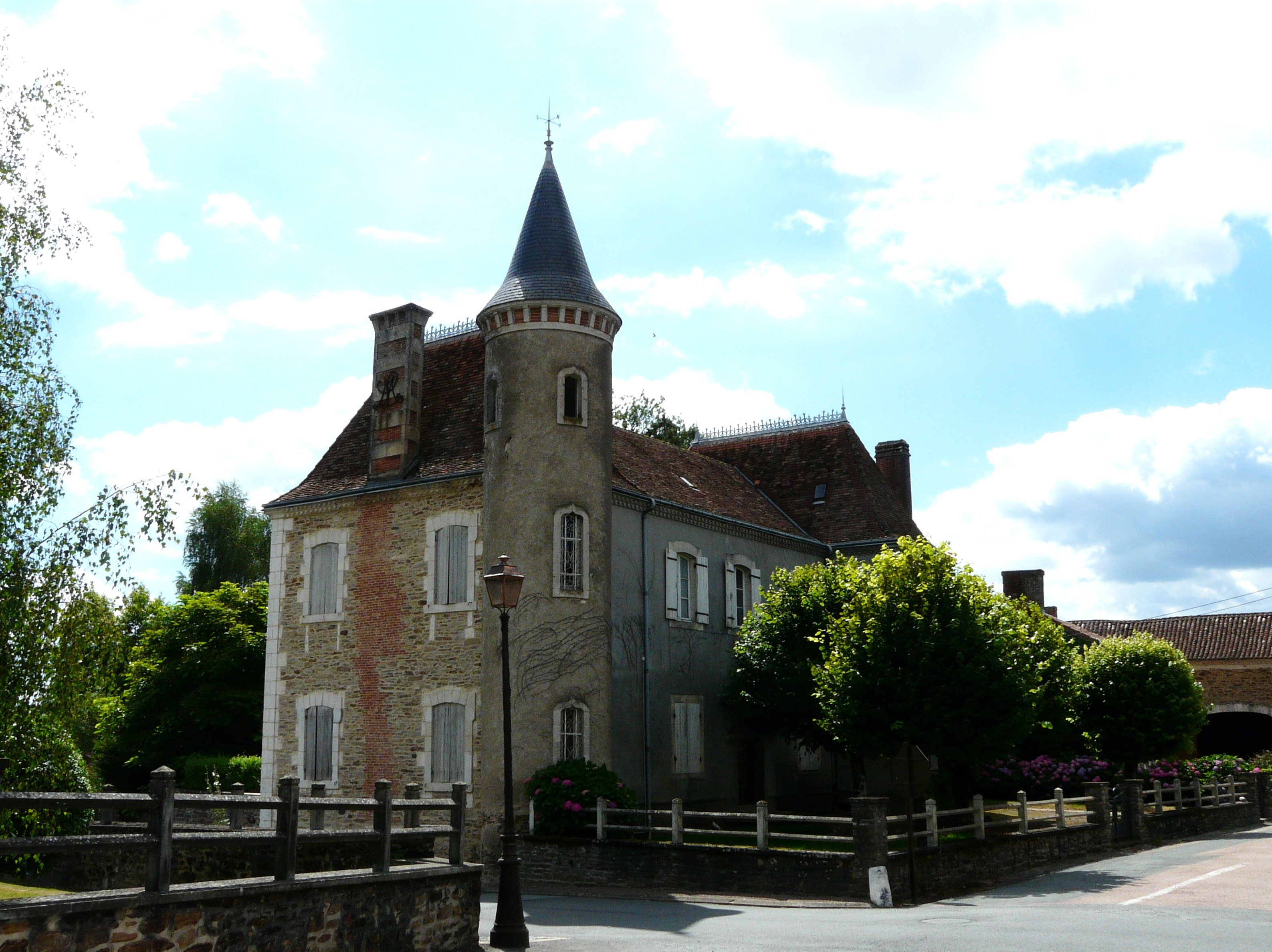
Miallet (24)
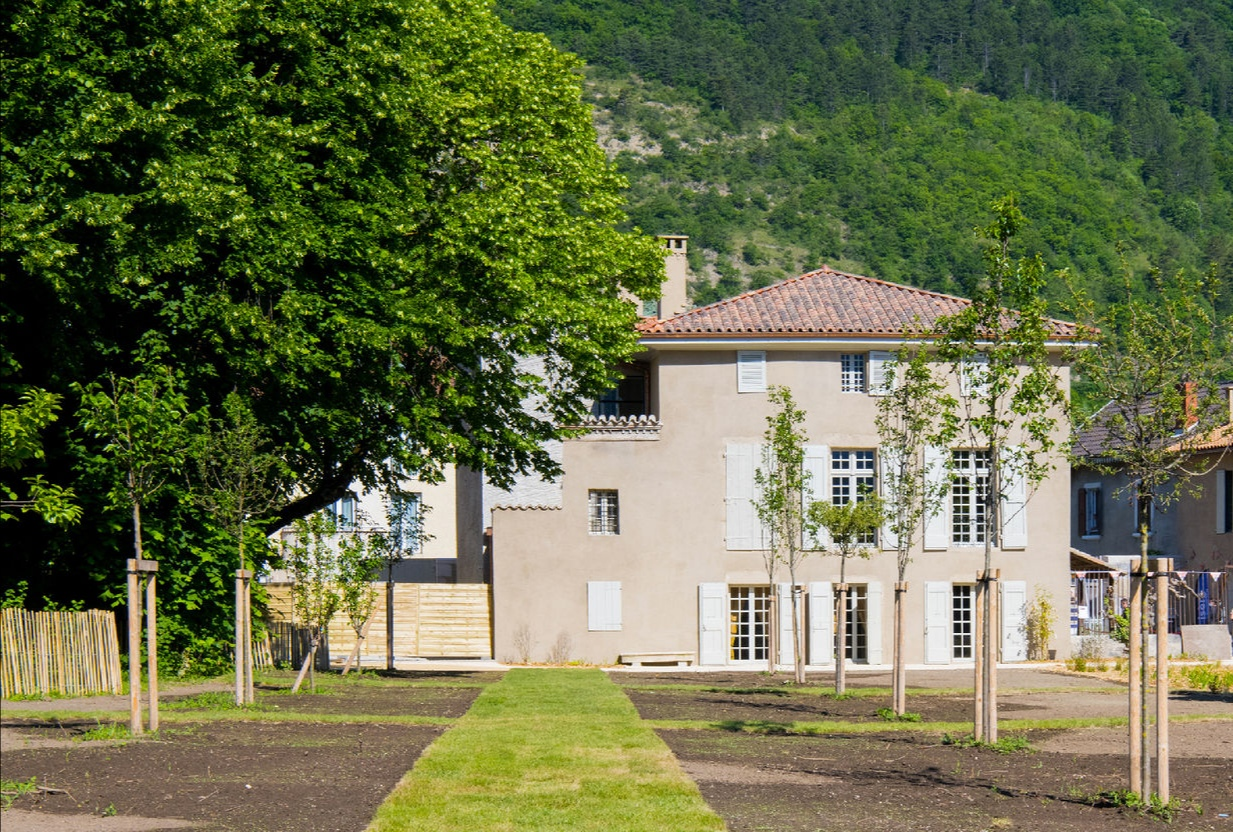
Vif (38)
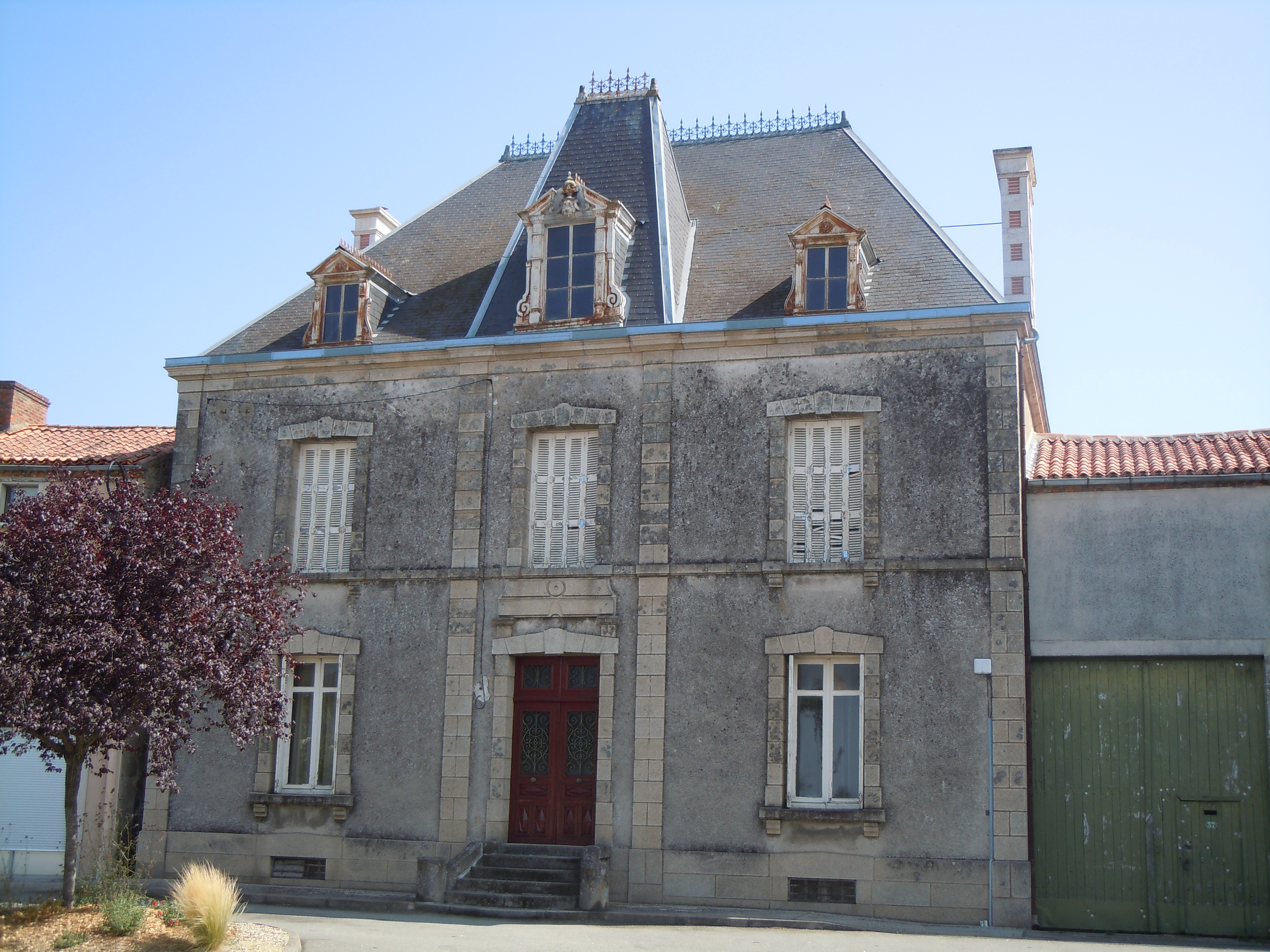
Chiché (79)
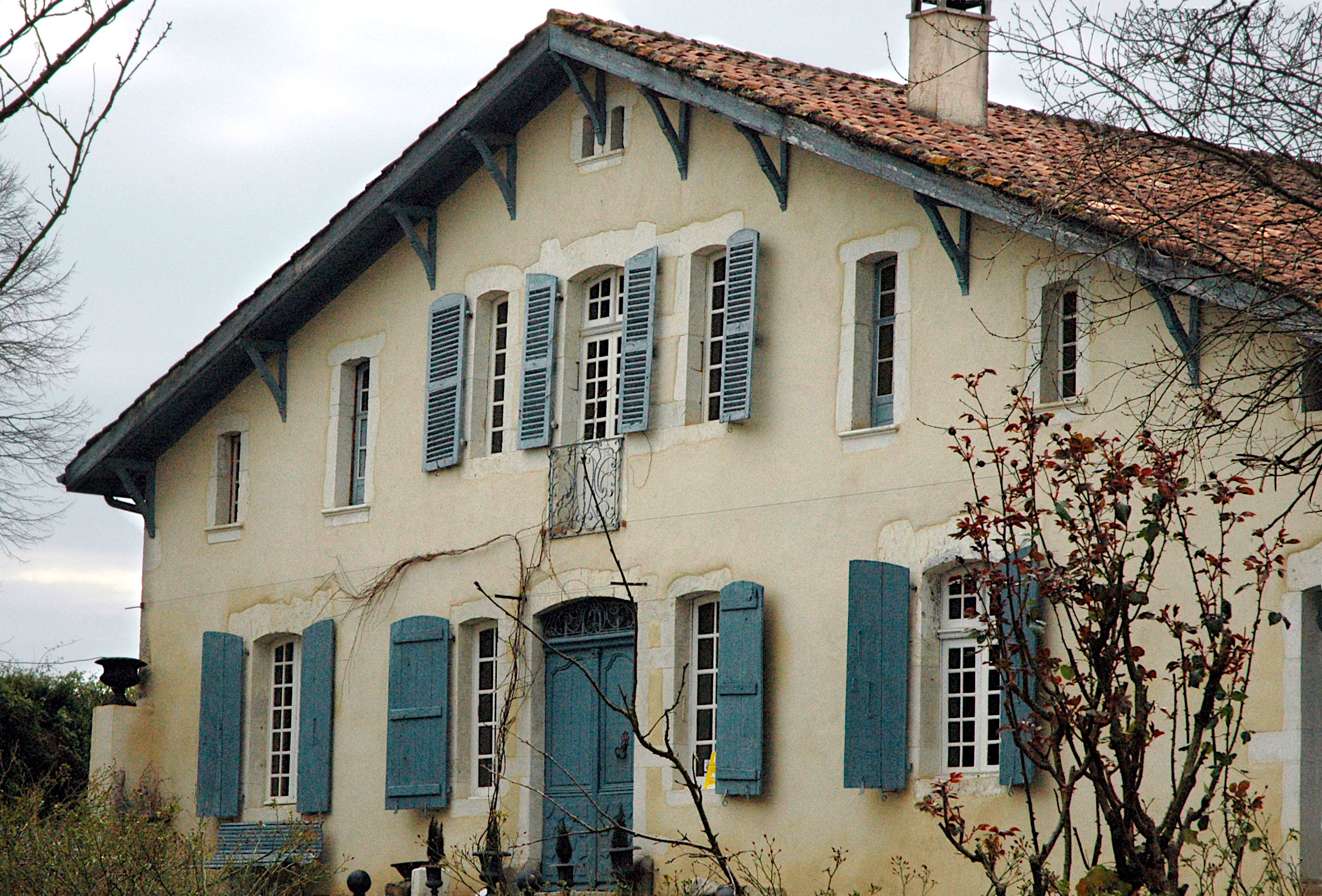
Mimbaste (40)
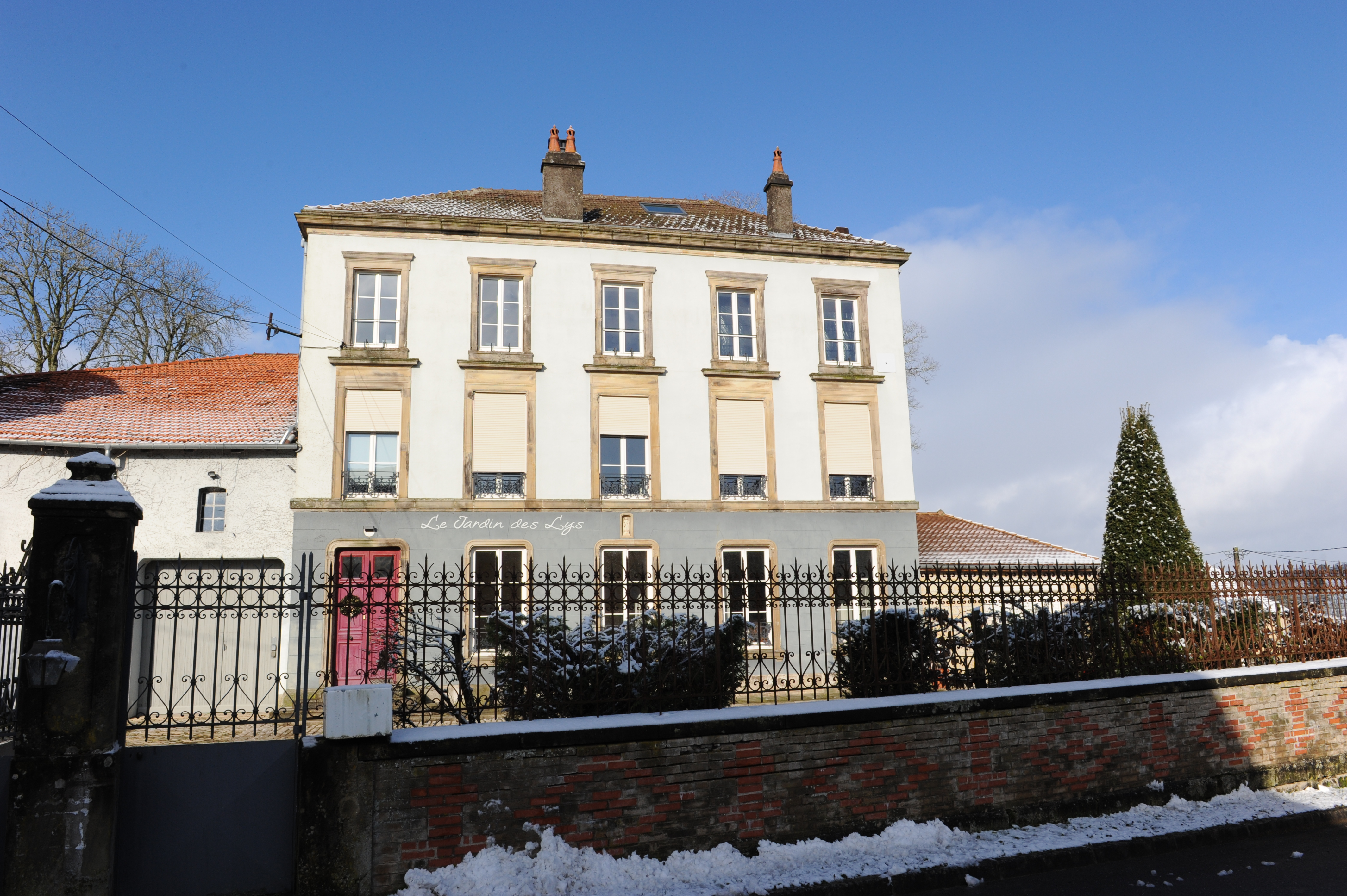
Gemmelaincourt (88)
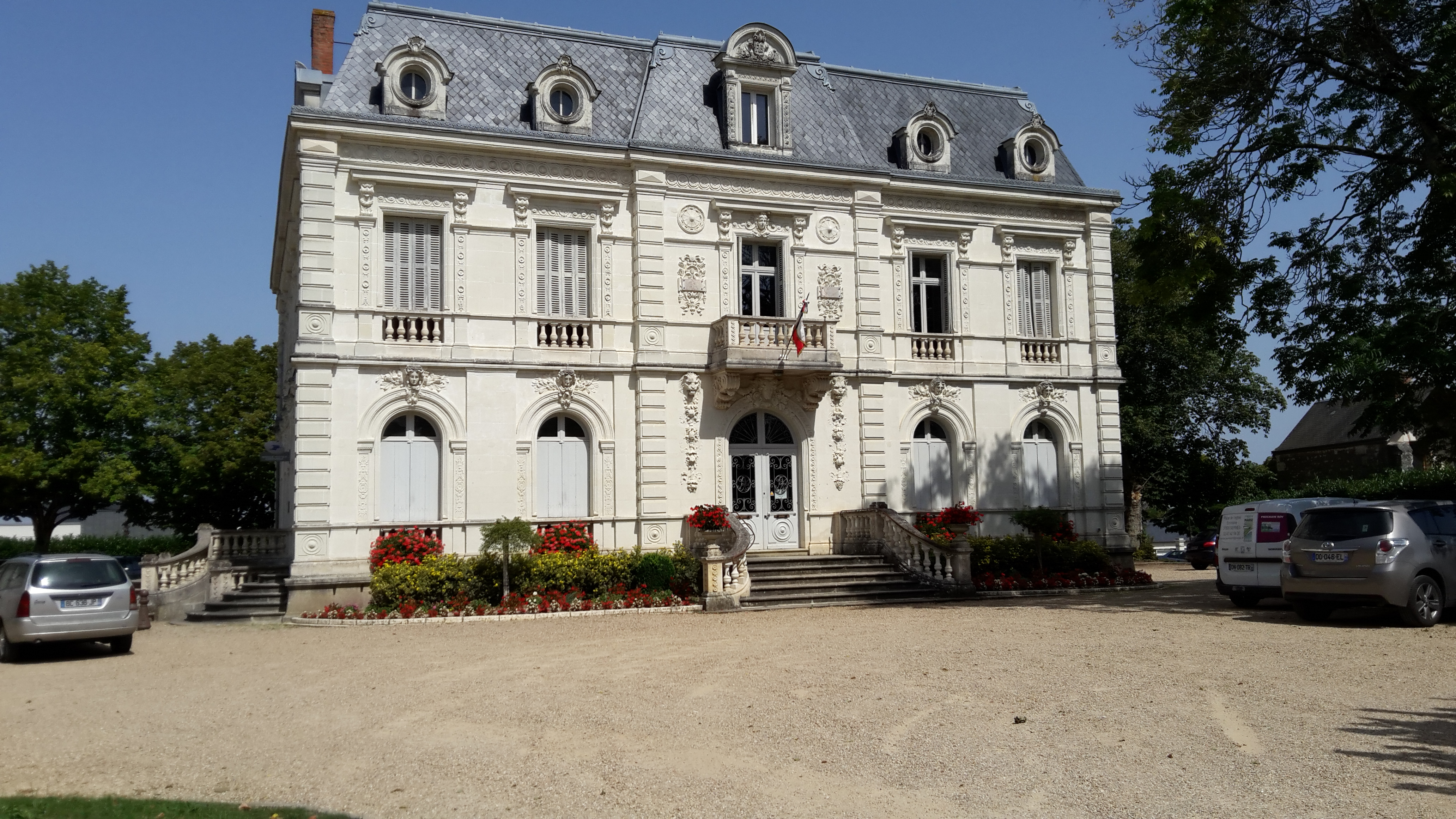
Sepmes (37)

## Autres exemples de maisons de maître
- Bastide du Jas de Bouffan
- Campagne d'Évordes
- Château des Tours
- Château Haut-Bailly
- Château de Roncourt
- Château de l'Arrouaise
- Château de la Grenouillère
- Château des Griffons
- Château de Syam
- Château de Curtilles
- Château de Souzy-la-Briche
- Château de Mavaleix
- Château de Schwante
- Château de Pontié
- Château de Garengo
- Château de Guévaux
- Château des Montalets
- Demeure de Dilhac
- Demeure de maître de forges de Dampierre-sur-Salon
- Demeure de Roudigou
- Domaine de Squividan
- Domaine de Maison Rouge
- Domaine de Certes
- Domaine de Carcher
- Domaine de Marquèze
- Domaine des Ombrages
- Domaine de Villeneuve
- Maison de maître de la Charpenterie
- Maison de maître de poste
- château de la masselière
- Maison capcazalière
- Villa Majorelle
- Manoir de Gourgauderie

## Maison de maître des «habitations» coloniales
Au sein des « habitations », exploitations agricoles coloniales qui s'appuyait à l'origine sur l'esclavage, se trouve également une maison de maître, appelée aussi « grande case », accompagnée de bâtiments utilitaires (entrepôts, usine), et des cases pour loger les captifs puis les employés. La maison des maîtres peut être plus ou moins modeste en fonction de l'importance de la plantation. Elles sont d'une grande diversité architecturale, et s'inspirent parfois du style de la région d'origine du colon. Se retrouvent néanmoins des caractéristiques fréquentes dues à l'adaptation au climat, comme la présence de portiques, de persiennes, de galeries courantes.

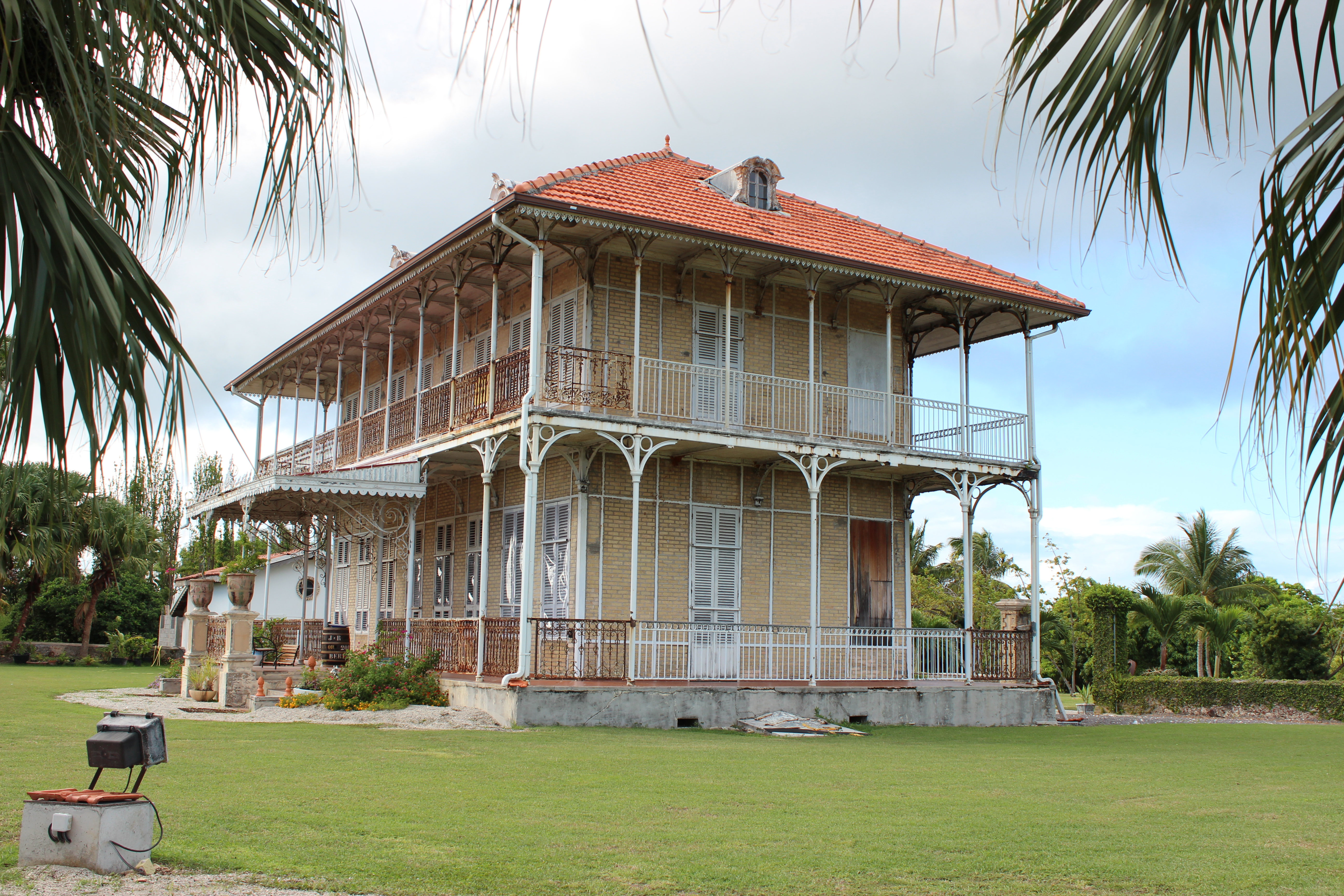
Maison de maître de l'habitation Zévallos (Guadeloupe).
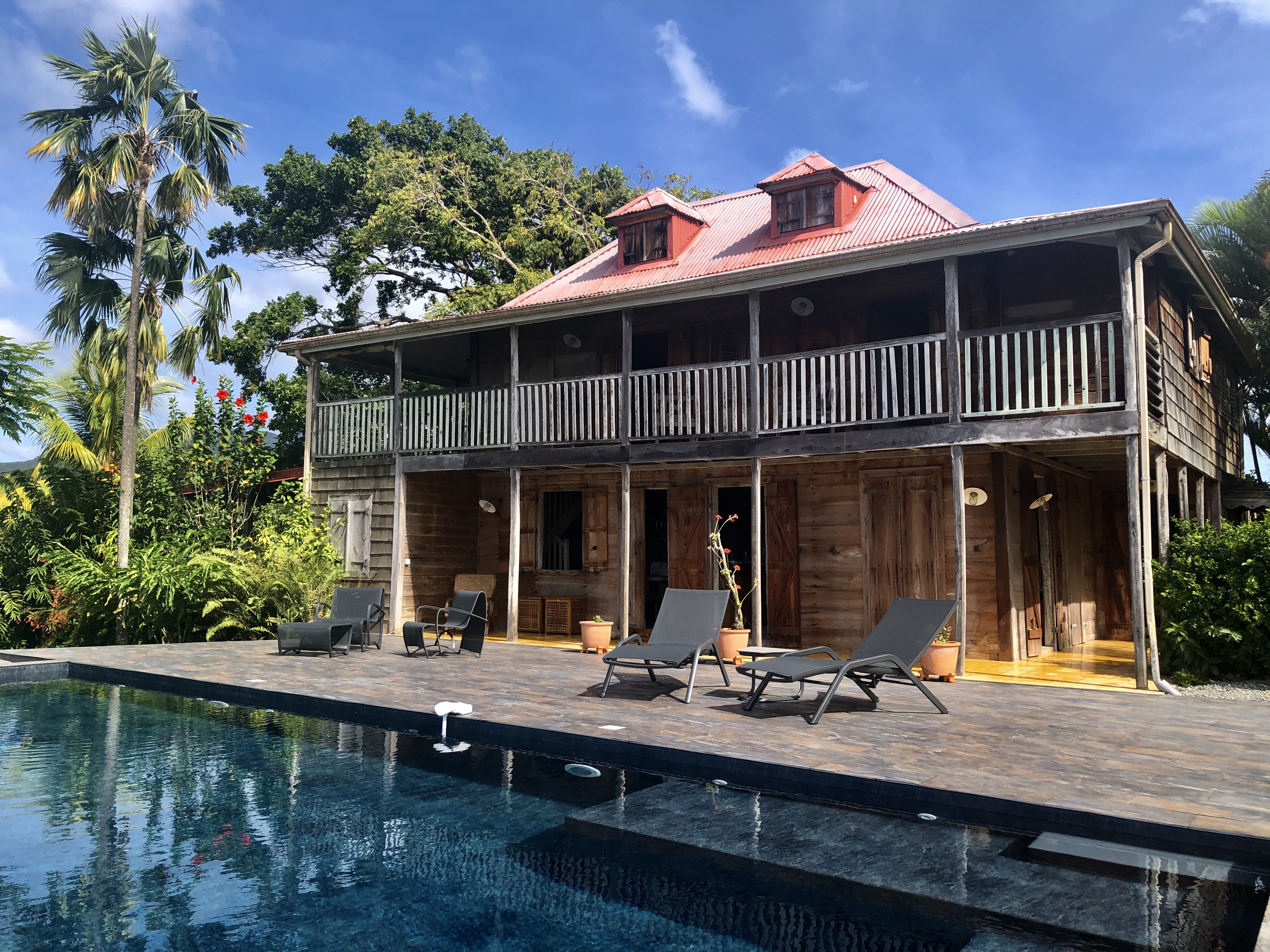
Caféière de Beauséjour (Guadeloupe).
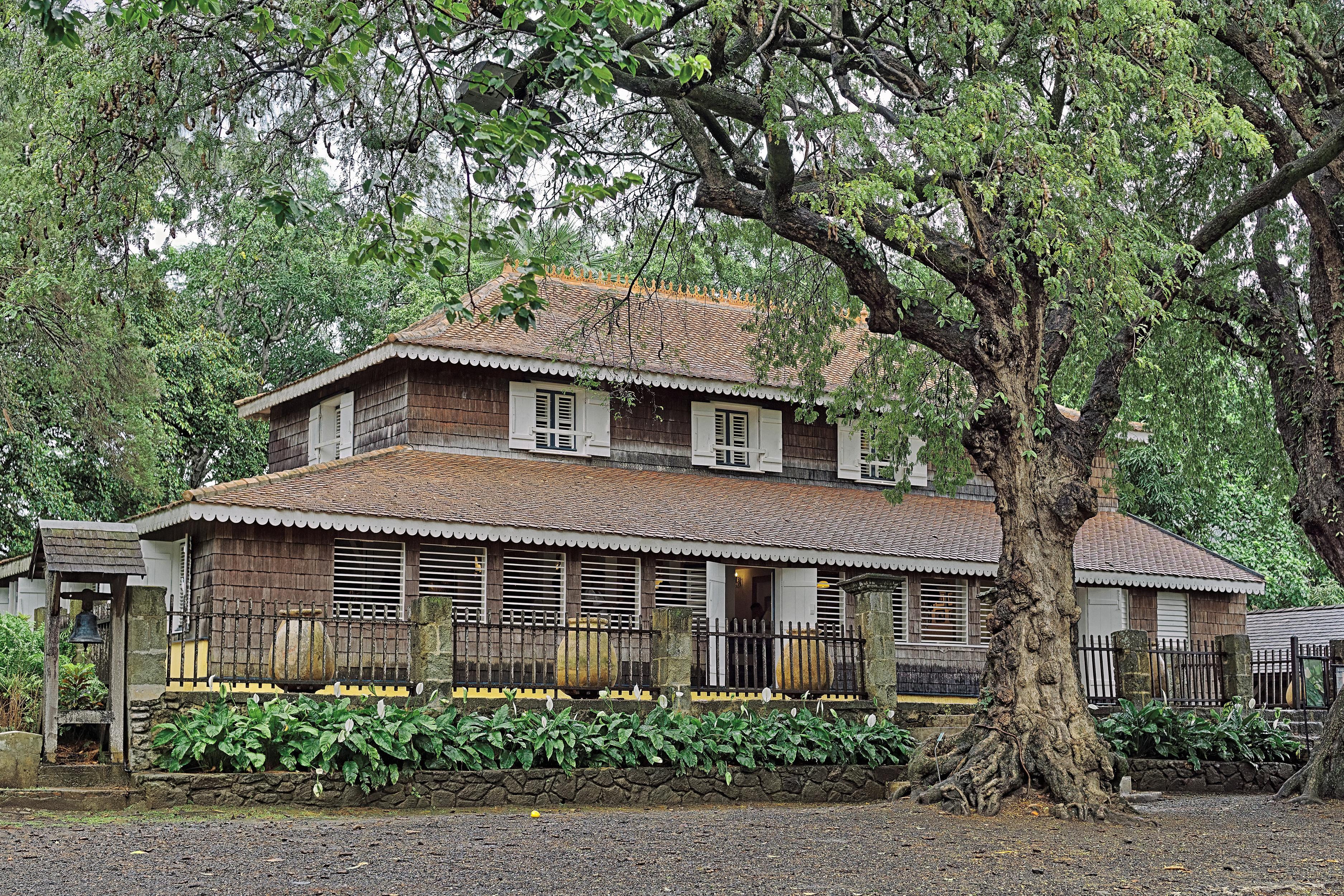
Habitation Clément (Martinique).
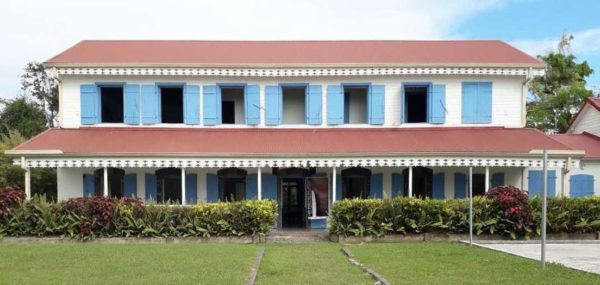
Habitation Gradis (Martinique).
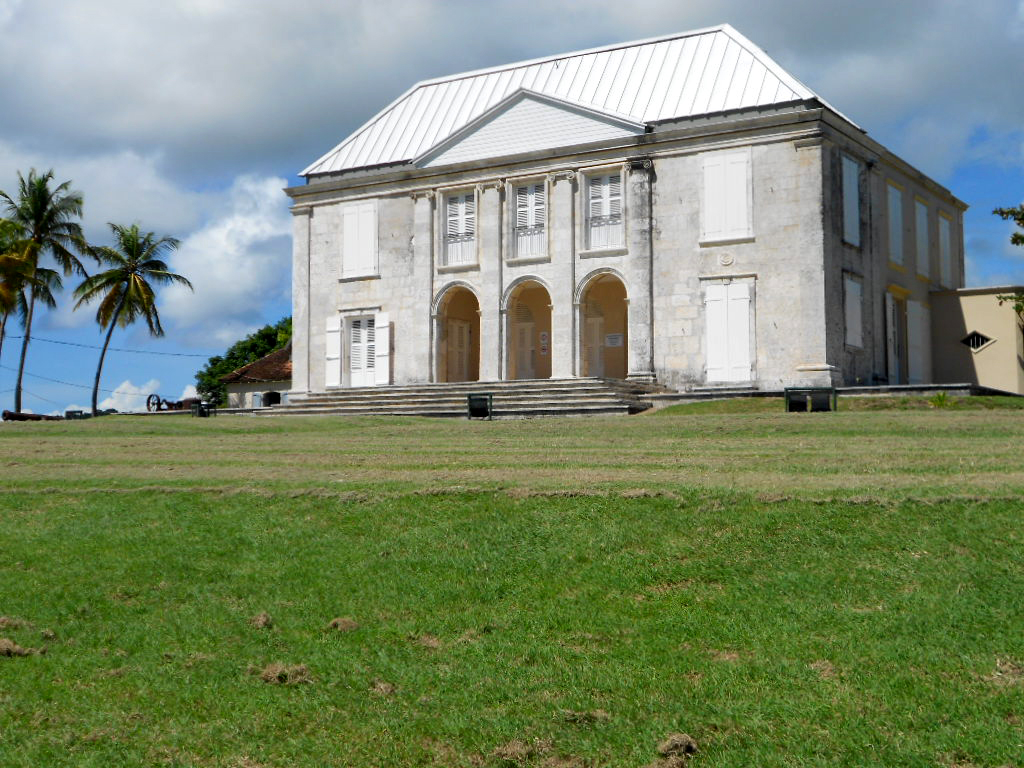
Habitation Murat (Marie-Galante).
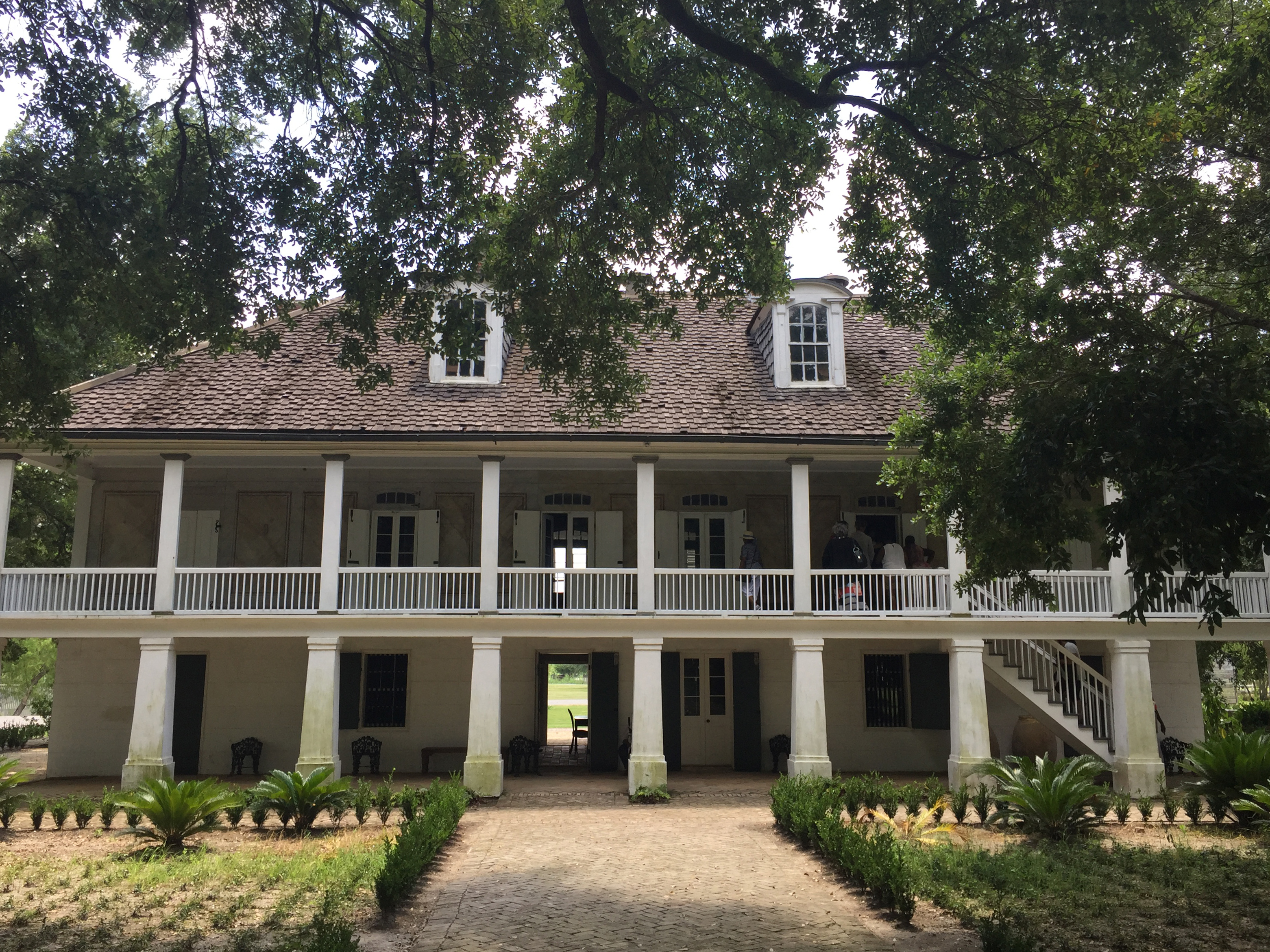
Habitation Haydel (Louisiane)

## Maison de maître dans les autres pays

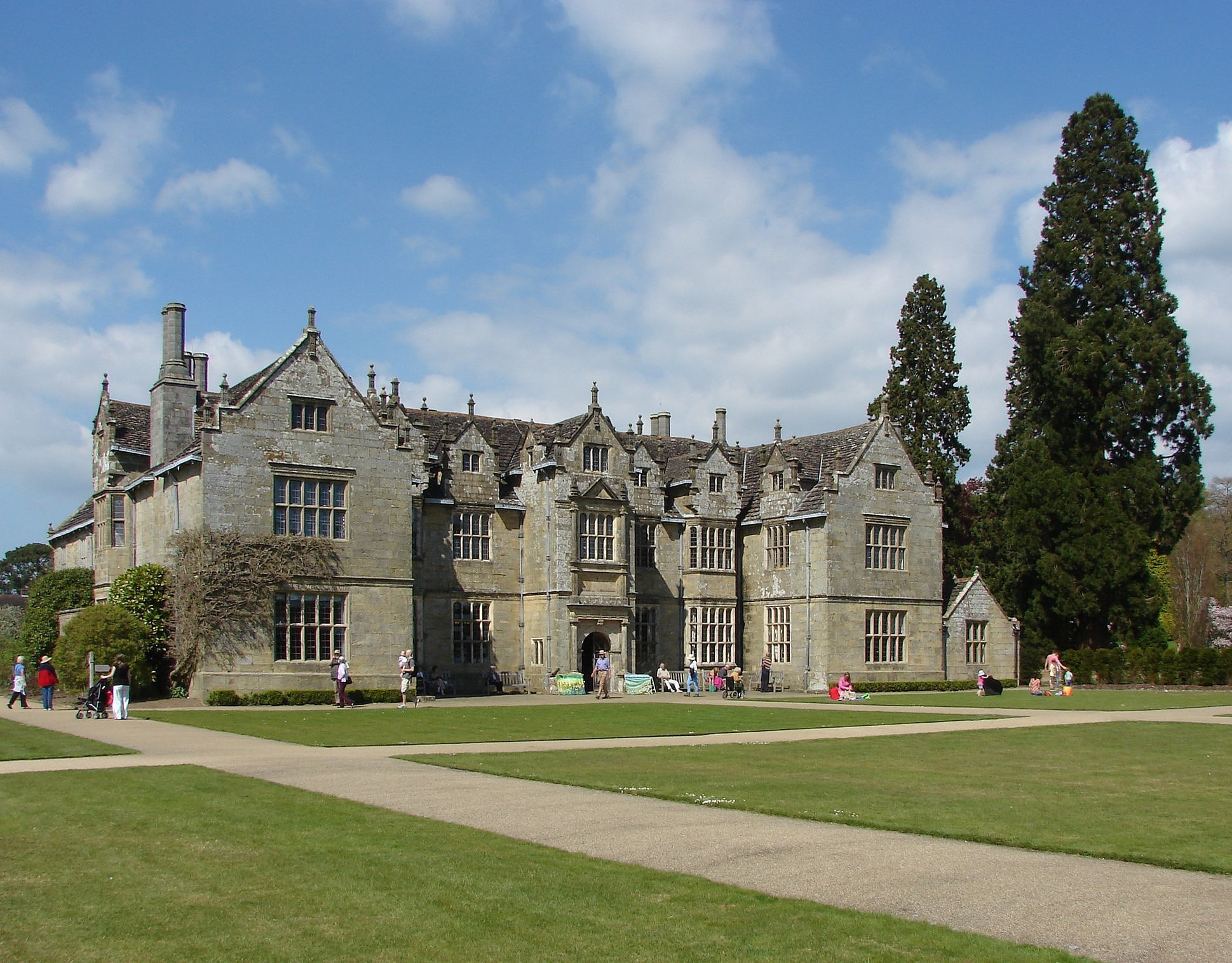
Wakehurst place, Angleterre ; le manoir.

Très répandu en Europe, où la production agricole est l'activité économique la plus ancienne, la maison de maître en tant qu' habitation du propriétaire d'un domaine  à vocation agricole, recouvre plusieurs appellations.
En Angleterre, la maison de maître est la mansion d'un Estate. Aux États-Unis, on  évoque les Master's house des plantations du sud. Dans le monde hispanophone, l'équivalent le plus proche serait l’Hacienda, et au Chili la casa patronale qui correspond assez bien au terme français.

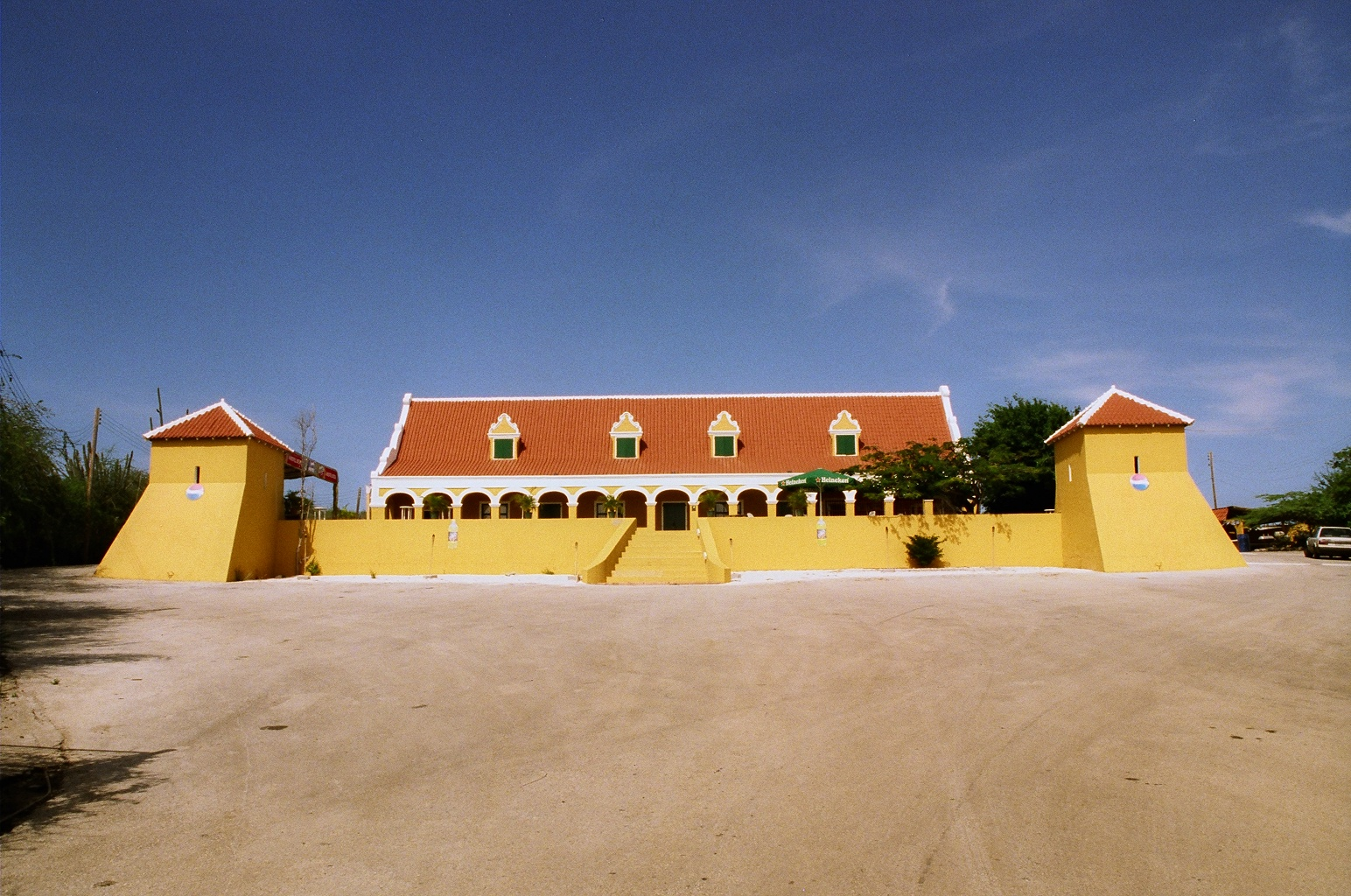
. Construite vers 1750 sur une plantation de maïs et d'agave, c'est la plus grande de Curaçao.

Dans la sphère germanophone Herrenhaus serait le plus approprié. Herenhuis est le terme néerlandais correspondant. Dans le contexte colonial on utilise généralement plantagehuis ou landhuis. Voir par exemple Landhuizen van Curaçao (nl).
Au Brésil et au Portugal, le terme Fazenda est le plus souvent utilisé.